# Tourlitis fyr
Tourlitis fyr Tourlitis (grekiska: Φάρος Τουρλίτης) är en grekisk fyr på en klippa utanför hamnen i staden Andros på ön med samma namn i ögruppen Kykladerna.
Den sju meter höga vita fyren, som är Greklands enda i sitt slag, tändes första gången år 1897. Fyrapparaten visar två vita blixtar var femtonde sekund. Lysvidden är 6 sjömil. 
Fyren var bemannad, men fyrvaktaren bodde på land och tog sig ut till fyren med båt och klättrade uppför en brant stentappa till själva fyren. Den bombades och förstördes under andra världskriget och togs ur drift.
År 1994 lät den grekiska skeppsredaren Alexandros Goulandris renovera fyren till minne om en av sina döttrar. Tourlitis fyr var den första fyr i Grekland som automatiserades.
Fyrplatsen är stängd för allmänheten.